# Porno market
Porno market è un film del 1973 diretto da Ernst Hofbauer.
La pellicola è realizzata sulla falsariga della serie di film erotici basati su studi di sessuologia, nota come Schulmädchen-Report.
Alcune scene iniziali sono tratte dal film Il comportamento sessuale delle studentesse (1973), quinto capitolo della suddetta serie.

## Trama
Un assistente sociale racconta alcuni casi che ha dovuto affrontare; tutti riguardanti le esperienze sessuali di alcuni giovani precoci:
- L'architetto Werner Heimbach si reca a casa della signora Hoffmeister, una sua cliente, ma vi trova solamente la figlia Gisela che lo avverte che sua madre è fuori casa e non tornerà prima di un'ora. L'uomo decide di restare ad aspettare la donna mentre la ragazza va a terminare il bagno che stava facendo interrotto per andare ad aprire alla porta. L'uomo entra nel bagno e con la scusa di lavare la schiena alla ragazza inizia anche a toccarle le parti intime. La signora Hoffmeister rientra improvvisamente e resta sconvolta nel vedere sua figlia dodicenne sedotta da un uomo.
- Il piccolo Kalli viene costretto dalla sorella Anita a lasciarla sola in casa con il signor Krüger, presunto venditore di assicurazioni, con il quale ha una relazione. Il bambino torna prima del dovuto interrompendo i due che stavano facendo sesso. Il signor Krüger decide allora di mandare Kalli in strada a contare gli uomini di passaggio con la barba in cambio del pagamento di 50 pfennig per ognuno di essi. Poco dopo il piccolo torna ad interromperli affermando di aver visto 500 uomini barbuti.
- Il quattordicenne Klaus viene sorpreso a rubare in un negozio dalla negoziante Senta Jäger. La donna ricatta il giovane dicendole che se lui sarà sessualmente disponibile con lei, lei non avvertirà la polizia. Klaus diventa così l'amante della donna. Un giorno, mentre i due sono a casa di lei a fare sesso, rientra inaspettatamente il marito della donna e Klaus è costretto a nascondersi sul balcone. Scoperto dall'uomo, il ragazzo viene ricondotto a casa dai genitori che restano indignati nel scoprire che loro figlio è un voyeur.
- La domenica mattina, i piccoli Hansi e Rosi, attraverso il buco della serratura, osservano i loro genitori mentre fanno l'amore e pensano che i loro genitori stiano facendo la lotta. Più tardi, a tavola, il padre punisce i figli per aver raccontato ciò che hanno visto.
- L'italiano Carlo cerca di sedurre la sua collega Anni contro la sua volontà. Kreszenzia Krummhuber, una signora anziana, viene in aiuto della giovane e la informa che Carlo ha scommesso coi suoi colleghi di lavoro che sarebbe riuscito a sedurla. Le due donne decidono quindi di fare al giovane uno scherzo che non dimenticherà facilmente.
- La signora Seifarth sorprende la figlia undicenne Birgit a masturbarsi e la punisce facendola sculacciare da Walter, il suo amante. Da quel momento, la donna fa sculacciare la figlia dall'uomo ogni volta che lui è lì. Un giorno, mentre la donna è fuori casa, Walter seduce Birgit. La signora Seifarth rientra all'improvviso, scopre la cosa ma, per non perdere l'uomo che ama, decide di non denunciarlo alla polizia.
- Il ricco e viziato Edgar ha fantasie erotiche sulla cameriera francese Erna. Una notte, spiandola attraverso il buco della serratura, Edgar la vede fare sesso con un uomo. Geloso, il ragazzo tenta allora di possedere la ragazza.
- Due ragazze ancora vergini si nascondino nel bosco per spiare la loro amica Topsy mentre fa sesso con un ragazzo. Tuttavia i due giovani si sdraiano su un formicaio e le formiche li costringono ad interrompersi ed allontanarsi imprecando.
- La contadina Resi fa sogni erotici e Peppi la paga per fare l'amore con lei nel fieno. Da ciò trae la consapevolezza che gli uomini sono disposti a pagare per determinati servizi, cosa che subito prova col negoziante Hintermoser e successivamente con altri uomini.

## Distribuzione
Il film venne distribuito nei cinema della Germania Ovest dal 17 agosto 1973 dalla Constantin Film.
Dopo la prima a Milano il 23 novembre 1979, il film sarà distribuito nei cinema italiani nel 1980.